# فرایند طراحی مهندسی

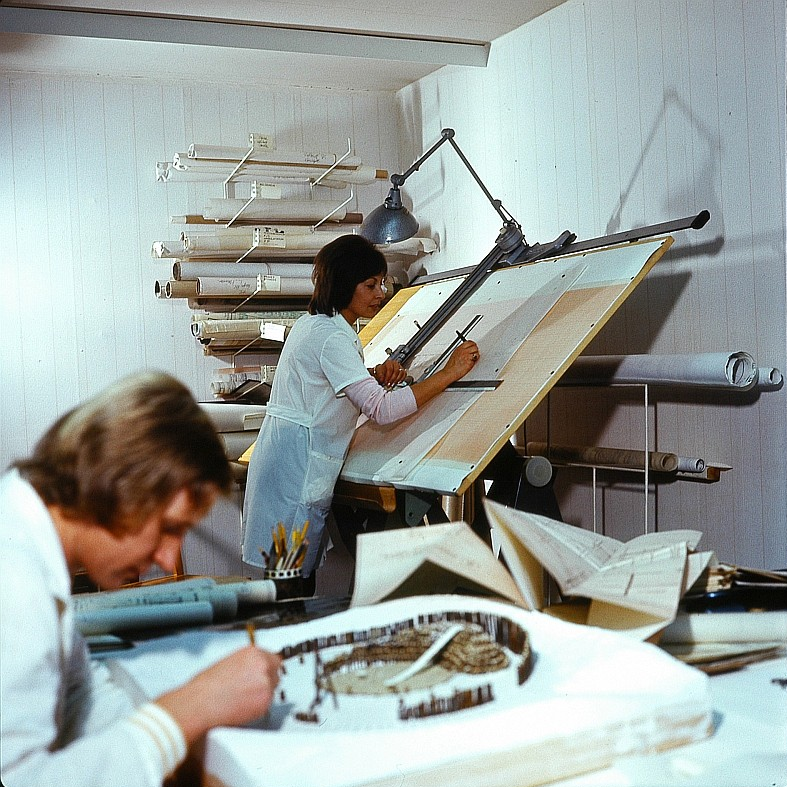
طراح نقشه‌های ساختمانی

فرایند طراحی مهندسی (به انگلیسی: Engineering Design Process) فرآیندی است که توسط مهندسان استفاده می‌شود تا محصولات را توسعه بخشند. طراحی مهندسی چنین تعریف شده‌است:
فرایند درست کردن یک سامانه یا قطعه برای به‌دست آوردن نیازهای دلخواه.
فرایند طراحی مهندسی مجموعه‌ای از مراحل متداول است که مهندسان در ایجاد محصولات و فرایندهای کاربردی استفاده می‌کنند. این فرایند بسیار تکراری (Iteration) است [به معنای اجرای چندبارهٔ یک فرایند برای به دست آوردن نتیجه یا خروجی است. دنبالهٔ این عملیات به یک نقطهٔ پایانی یا مقدار پایانی نزدیک خواهد شد. هر بارِ اجرای فرایند، یک ایتریشن (تکرار) مستقل محسوب می‌شود و نتیجهٔ هر ایتریشن، نقطهٔ آغاز ایتریشن بعدی است.] - قسمت‌هایی از فرایند اغلب باید چندین بار تکرار شوند قبل از اینکه بتوان دیگری را وارد کرد - اگرچه قسمت (هایی) که تکرار می‌شوند و تعداد چنین چرخه‌هایی در هر پروژهٔ معین ممکن است متفاوت باشد.
این یک فرایند تصمیم‌گیری (اغلب تکراری) است که در آن علوم پایه، ریاضیات و علوم مهندسی برای تبدیل منابع بهینه برای رسیدن به یک هدف تعیین شده به کار می‌روند. از جمله عناصر اساسی فرایند طراحی می‌توان به تعیین اهداف و معیارها، ترکیب، تجزیه و تحلیل، ساخت، آزمایش و ارزیابی اشاره کرد.